# Aşağı Öysüzlü
Aşağı Öysüzlü è un comune dell'Azerbaigian situato nel distretto di Tovuz. Conta una popolazione di 6 398 abitanti.